# Smużka ałtajska
Smużka ałtajska (Sicista napaea) – gatunek ssaka z rodziny smużek (Sminthidae).

## Zasięg występowania
Smużka ałtajska występuje w zależności od podgatunku:
- S. napaea napaea – północno-zachodni i zachodni Ałtaj (wschodni Kazachstan) oraz Republika Ałtaju i południowo-zachodnia Syberia (Rosja).
- S. napaea tschingistauca – góry Szynggystau, Pogórze Kazachskie (wschodni Kazachstan).

## Taksonomia
Gatunek po raz pierwszy naukowo opisał w 1912 roku amerykański przyrodnik Ned Hollister nadając mu nazwę Sicista napaea. Holotyp pochodził z Tapuczy, w górach Ałtaj, w Syberii, w Rosji. 
S. napaea należy do północnej grupa gatunkowej. Chociaż kariotyp S. napaea jest podobny do tych u S. strandi i S. pseudonapaea, unikalna morfologia żołędzi prącia S. napaea potwierdza jego status jako odrębnego gatunku. Jest genetycznie zbliżony do S. betulina i S. strandi. Autorzy Illustrated Checklist of the Mammals of the World rozpoznają dwa podgatunki.

### Etymologia
- Sicista: etymologia niejasna, J.E. Gray nie wyjaśnił znaczenia nazwy rodzajowej; Palmer sugeruje że nazwa to pochodzi od tatarskiego słowa sikistan, oznaczającego „stadną mysz”, bazując na opisie Pallasa[9]. Sam Pallas jednak wymienia nazwę tatarską dshilkis-sitskan („Dʃhilkis-Sitʃkan”), gdzie dshilkis to „stadny, żyjący w stadzie, gromadny” (łac. gregalis), natomiast sitskan to „mysz” (łac. mus, muris)[10], por. w jedenastowiecznym słowniku Mahmuda z Kaszgaru:  yılkı „stado” i sıçgan „mysz”[11].
- napaea: gr. ναπαιος napaios „z zalesionej doliny”, od ναπη napē „dolina”[12].
- tschingistauca: Szynggystau, Kazachstan[3].

## Morfologia
Długość ciała (bez ogona) 65–79 mm, długość ogona 82–103 mm, długość ucha 9–16 mm, długość tylnej stopy 16–20 mm; masa ciała 9–19 g. Jest to niewielki ssak podobny z wyglądu do myszy o długim ogonie. Wierzch ciała jasnobrązowy lub brązowożółty, bez ciemnych pręg (co odróżnia ją od smużki stepowej i leśnej), brzuch białożółty.

## Ekologia
Gryzoń ten jest spotykany na otwartych obszarach stepów, lasostepów i łąk, w pobliżu niewielkich lub widnych lasów, na wysokościach od 400 do 2200 m n.p.m.
Sicista napaea jest aktywna o zmroku i nocą, prowadzi samotny tryb życia. Żywi się bezkręgowcami, nasionami i jagodami. Zimą hibernuje, rozmnaża się raz w roku w czerwcu lub lipcu. W miocie rodzi się 4–5 młodych.

## Populacja
Gryzoń ten jest naturalnie rzadki, jednak zamieszkuje duży obszar (ponad 100 tysięcy kilometrów kwadratowych), w związku z czym jest uznawany za gatunek najmniejszej troski. Obszar występowania może obecnie kurczyć się w związku z utratą siedlisk, ale nie ma dowodów, aby populacja szybko malała; Międzynarodowa Unia Ochrony Przyrody rekomenduje dodatkowe badania nad środowiskiem życia, ekologią i możliwościami ochrony tego gatunku.